# Distrikt Morropón
Der Distrikt Morropón liegt in der Provinz Morropón der Region Piura in Nordwest-Peru. Der Distrikt wurde am 2. Januar 1857 gegründet. Er hat eine Fläche von 169,96 km². Beim Zensus 2017 lebten 15.239 Einwohner im Distrikt. Im Jahr 1993 betrug die Einwohnerzahl 14.652, im Jahr 2007 14.421. Verwaltungssitz ist die 131 m hoch gelegene Kleinstadt Morropón mit 8949 Einwohnern (Stand 2017). Morropón liegt 24 km südöstlich der Provinzhauptstadt Chulucanas. 

## Geographische Lage
Der Distrikt Morropón liegt im zentralen Norden der Provinz Morropón. Er befindet sich am Ostufer des Río Piura unterhalb der Einmündung dessen Nebenflusses Río Corrales.
Der Distrikt Morropón grenzt im Südwesten an den Distrikt La Matanza, im Nordwesten an den Distrikt Chulucanas, im Nordosten an den Distrikt Santo Domingo, im Südosten an den Distrikt Santa Catalina de Mossa sowie im Süden an den 
Distrikt Buenos Aires.